# Liste der Kreisstraßen im Kreis Herford
Die Liste der Kreisstraßen im Kreis Herford ist eine Auflistung der Kreisstraßen im Kreis Herford, Nordrhein-Westfalen.

## Abkürzungen
- K: Kreisstraße
- L: Landesstraße

## Liste
Die Kreisstraßen behalten die ihnen zugewiesene Nummer innerhalb von Nordrhein-Westfalen auch bei einem Wechsel in einen anderen Kreis oder in eine kreisfreie Stadt. Nicht vorhandene bzw. nicht nachgewiesene Kreisstraßen werden in Kursivdruck gekennzeichnet, ebenso Straßen und Straßenabschnitte, die unabhängig vom Grund (Herabstufung zu einer Gemeindestraße oder Höherstufung) keine Kreisstraßen mehr sind.
Der Straßenverlauf wird in der Regel von Nord nach Süd und von West nach Ost angegeben. 
| Nr.  | Verlauf |
| ---- | --- |
| K 2  | (K 2 in Bielefeld) – Kreisgrenze – L 557 in Laar |
| K 3  | L 923 – Kreisgrenze – (K 3 in Bielefeld) – Kreisgrenze – Stedefreund – Kreisgrenze am westlichen Straßenrand – Kreisgrenze – (K 3 in Bielefeld)                       |
| K 4  | (K 4 in Bielefeld) – Kreisgrenze – Kreisgrenze in der Fahrbahnmitte – L 778 – Helle – Kreisgrenze – (K 4 im Kreis Lippe)                                              |
| K 5  | L 778 in Herford – Kreisgrenze – (K 5 im Kreis Lippe) |
| K 6  | (K 6 in Bielefeld) – Kreisgrenze – Kreisgrenze am südlichen Straßenrand – Kreisgrenze – (K 6 in Bielefeld)                                                            |
| K 7  | L 782 – Oetinghausen – K 10 – – Herford – L 965 – L 778 |
| K 8  | in Schweicheln-Bermbeck – L 965 – Falkendiek – L 773 – L 860 in Gohfeld                                                                                               |
| K 9  | L 773 in Wittel – K 11 – Kreisgrenze – (K 9 im Kreis Minden-Lübbecke) – Kreisgrenze – Kreisgrenze am südlichen Straßenrand – K 15 in Bonneberg                        |
| K 10 | L 855 in Pödinghausen – L 557 – Eickum – L 543 – Herringhausen bei Herford – L 712 – K 7 – Oetinghausen – K 36 – L 545 in Eilshausen                                  |
| K 11 | Gohfeld – Kreisgrenze am östlichen Straßenrand – Neuenhagen – K 9 |
| K 12 | L 773 – Arnholz – L 778 – Exter – Hollwiesen – L 535 – Wehrendorf – Beerenkämpen – K 16 – K 15 – Linnenbeeke – K 18 – Kreisgrenze – (K 12 im Kreis Lippe)             |
| K 13 | L 546 in Südlengern – L 545 – Bustedt – Belke-Steinbeck – L 557 in Enger                                                                                              |
| K 14 | – Egge – L 778 |
| K 15 | L 778 in Galgenkamp – K 16 – Valdorf – Bad Seebruch – K 18 – K 12 in Neu-Südmersen                                                                                    |
| K 16 | K 15 in Valdorf – Beerenkämpen – K 12 – K 17 – Steinbründorf – Kreisgrenze – (K 16 im Kreis Lippe)                                                                    |
| K 17 | K 16 in Steinbründorf – Kreisgrenze – (K 17 im Kreis Lippe) |
| K 18 | K 15 in Bad Seebruch – Bad Senkelteich – Linnenbeeke – K 12 – Hellkamp                                                                                                |
| K 19 | (K 208 im Landkreis Osnabrück, Niedersachsen) – Landesgrenze – L 859 – Nordspenge – L 783 – Neuenfeld bei Spenge – K 27 – Dreyen – L 712 – Siele – L 557 in Besenkamp |
| K 20 | L 782 in Kisker – K 25 – Spenge – L 783 – Westerenger – K 27 – L 712 in Enger                                                                                         |
| K 21 | L 783 in Gehlenbrink – Hücker – K 29 – Werfen – K 29 – L 557 in Hunnebrock                                                                                            |
| K 22 | K 23 in Bieren – L 775 – Ostkilver – Heidwinkel – K 24 – Westkilver – Bruchmühlen – L 546                                                                             |
| K 23 | L 876 in Bieren – K 22 – L 557 in Höge |
| K 24 | L 557 – Wehmerhorst – Rödinghausen – L 876 – Schwenningdorf – L 775 – K 22 in Heidwinkel                                                                              |
| K 25 | L 859 in Mantershagen – Diemke – K 20 in Spenge |
| K 26 | in Stift Quernheim – Klosterbauerschaft – K 34 – K 33 – L 775 in Spradow                                                                                              |
| K 27 | K 20 in Westerenger – L 782 |
| K 28 | (K 28 im Kreis Minden-Lübbecke) – Kreisgrenze – L 774 – Häver – K 34 – L 546 in Kirchlengern                                                                          |
| K 29 | K 21 – L 783 – K 21 in Werfen |
| K 30 | L 876 in Dünnerholz – K 34 – Dünne – K 33 – Spradow – L 775 – L 546 in Kirchlengern                                                                                   |
| K 31 | (K 31 im Kreis Minden-Lübbecke) – Kreisgrenze am westlichen Straßenrand – Kreisgrenze – Besebruch – L 546 in Mennighüffen                                             |
| K 33 | K 30 in Dünne – K 26 |
| K 34 | L 554 in Ennigloh – Altenhüffen – K 30 – K 41 – Klosterbauerschaft – K 35 – K 26 – Quernheim – L 775 – K 28 in Brandhorst                                             |
| K 35 | (K 35 im Kreis Minden-Lübbecke) – Kreisgrenze – K 34 in Klosterbauerschaft                                                                                            |
| K 36 | L 782 in Hiddenhausen – K 10 |
| K 37 | L 546 in Ostscheid – L 860 in Gohfeld |
| K 38 | L 546 in Ahle – Oberahle – Landesgrenze – (K 210 im Landkreis Osnabrück, Niedersachsen) – Landesgrenze – L 783                                                        |
| K 39 | L 546 in Bruchmühlen – L 775 in Ostkilver |
| K 40 | L 775 in Ostkilver – Ahlerbruch – L 546 |
| K 41 | (K 41 im Kreis Minden-Lübbecke) – Kreisgrenze – K 34 in Klosterbauerschaft                                                                                            |
| K 42 | (K 42 im Kreis Minden-Lübbecke) – Kreisgrenze – L 778 |
| K 43 | (K 43 im Kreis Minden-Lübbecke) – Kreisgrenze – Buhn – L 866 |
| K 44 | L 557 in Ennigloh – L 775 in Ennigloh |

## Quelle
- Landesvermessungsamt Nordrhein-Westfalen, Kreiskarte Nr. 22: Kreis Herford